# Världsmästerskapen i friidrott 2023
Världsmästerskapen i friidrott 2023 arrangerades i Budapest, Ungern, mellan den 19 och 27 augusti 2023. Detta är den 19:e upplagan av mästerskapen. De avgörs på Nemzeti Atlétikai Központ, en arena som byggdes för VM och som blev färdig i juni 2023.

## Resultat

### Herrar

#### Gång- och löpgrenar
| Gren                            | Guld | Guld          | Silver                                                                              | Silver       | Brons                                                                             | Brons        |
| 100 meter Detaljer...           | Noah Lyles · USA | 9,83 0VB0 PB0 | Letsile Tebogo · Botswana                                                           | 9,88 0NR0    | Zharnel Hughes · Storbritannien                                                   | 9,88         |
| 200 meter Detaljer...           | Noah Lyles · USA | 19,52         | Erriyon Knighton · USA                                                              | 19,75        | Letsile Tebogo · Botswana                                                         | 19,81        |
| 400 meter Detaljer...           | Antonio Watson · Jamaica | 44,22         | Matthew Hudson-Smith · Storbritannien                                               | 44,31        | Quincy Hall · USA                                                                 | 44,37 0PB0   |
| 800 meter Detaljer...           | Marco Arop · Kanada | 1.44,24       | Emmanuel Wanyonyi · Kenya                                                           | 1.44,53      | Ben Pattison · Storbritannien                                                     | 1.44,83      |
| 1 500 meter Detaljer...         | Josh Kerr · Storbritannien | 3.29,38 0SB0  | Jakob Ingebrigtsen · Norge                                                          | 3.29,65      | Narve Gilje Nordås · Norge                                                        | 3.29,68      |
| 5 000 meter Detaljer...         | Jakob Ingebrigtsen · Norge | 13.11,30 0SB0 | Mohamed Katir · Spanien                                                             | 13.11,44     | Jacob Krop · Kenya                                                                | 13.12,28     |
| 10 000 meter Detaljer...        | Joshua Cheptegei · Uganda | 27.51,42 0SB0 | Daniel Simiu Ebenyo · Kenya                                                         | 27.52,60     | Selemon Barega · Etiopien                                                         | 27.52,72     |
| Maraton Detaljer...             | Victor Kiplangat · Uganda | 2:08.53       | Maru Teferi · Israel                                                                | 2:09.12 0SB0 | Leul Gebresilase · Etiopien                                                       | 2:09.19      |
| 110 meter häck Detaljer...      | Grant Holloway · USA | 12,96 0SB0    | Hansle Parchment · Jamaica                                                          | 13,07 0SB0   | Daniel Roberts · USA                                                              | 13,09        |
| 400 meter häck Detaljer...      | Karsten Warholm · Norge | 46,89         | Kyron McMaster · Brittiska Jungfruöarna                                             | 47,34        | Rai Benjamin · USA                                                                | 47,56        |
| 3 000 meter hinder Detaljer...  | Soufiane El Bakkali · Marocko                                                                                                 | 8.03,53       | Lamecha Girma · Etiopien                                                            | 8.05,44      | Abraham Kibiwot · Kenya                                                           | 8.11,98      |
| 20 kilometer gång Detaljer...   | Álvaro Martín · Spanien | 1:17.32 0VB0  | Perseus Karlström · Sverige                                                         | 1:17.39 0NR0 | Caio Bonfim · Brasilien                                                           | 1:17.47 0NR0 |
| 35 kilometer gång Detaljer...   | Álvaro Martín · Spanien | 2:24.30 0NR0  | Brian Pintado · Ecuador                                                             | 2:24.34 0AR0 | Masatora Kawano · Japan                                                           | 2:25.12 0SB0 |
| 4×100 meter stafett Detaljer... | USA · Christian Coleman · Fred Kerley · Brandon Carnes · Noah Lyles · JT Smith*                                               | 37,38 0VB0    | Italien · Roberto Rigali · Marcell Jacobs · Lorenzo Patta · Filippo Tortu           | 37,62 0SB0   | Jamaica · Ackeem Blake · Oblique Seville · Ryiem Forde · Rohan Watson             | 37,76        |
| 4×400 meter stafett Detaljer... | USA · Quincy Hall · Vernon Norwood · Justin Robinson · Rai Benjamin · Trevor Bassitt* · Matthew Boling* · Christopher Bailey* | 2.57,31 0VB0  | Frankrike · Ludvy Vaillant · Gilles Biron · David Sombé · Téo Andant · Loïc Prévot* | 2.58,45 0NR0 | Storbritannien · Alex Haydock-Wilson · Charlie Dobson · Lewis Davey · Rio Mitcham | 2.58,71 0SB0 |

* Deltog endast i försöksheatet men mottog ändå medalj.

#### Teknikgrenar
| Gren                      | Guld                                | Guld         | Silver                            | Silver       | Brons                                            | Brons                    |
| Höjdhopp Detaljer...      | Gianmarco Tamberi · Italien         | 2,36 m 0=VB0 | JuVaughn Harrison · USA           | 2,36 m 0=VB0 | Mutaz Essa Barshim · Qatar                       | 2,33 m                   |
| Stavhopp Detaljer...      | Armand Duplantis · Sverige          | 6,10 m       | Ernest John Obiena · Filippinerna | 6,00 m 0=AR0 | Kurtis Marschall · Australien Chris Nilsen · USA | 5,95 m 0=PB05,95 m 0=SB0 |
| Längdhopp Detaljer...     | Miltiadis Tentoglou · Grekland      | 8,52 m 0SB0  | Wayne Pinnock · Jamaica           | 8,50 m       | Tajay Gayle · Jamaica                            | 8,27 m 0=SB0             |
| Tresteg Detaljer...       | Hugues Fabrice Zango · Burkina Faso | 17,64 m      | Lázaro Martínez · Kuba            | 17,41 m      | Cristian Nápoles · Kuba                          | 17,40 m 0PB0             |
| Kulstötning Detaljer...   | Ryan Crouser · USA                  | 23,51 m 0MR0 | Leonardo Fabbri · Italien         | 22,34 m      | Joe Kovacs · USA                                 | 22,12 m                  |
| Diskus Detaljer...        | Daniel Ståhl · Sverige              | 71,46 m 0MR0 | Kristjan Čeh · Slovenien          | 70,02 m      | Mykolas Alekna · Litauen                         | 68,85 m                  |
| Släggkastning Detaljer... | Ethan Katzberg · Kanada             | 81,25 m 0NR0 | Wojciech Nowicki · Polen          | 81,02 m      | Bence Halász · Ungern                            | 80,82 m 0SB0             |
| Spjutkastning Detaljer... | Neeraj Chopra · Indien              | 88,17 m      | Arshad Nadeem · Pakistan          | 87,82 m 0SB0 | Jakub Vadlejch · Tjeckien                        | 86,67 m                  |

#### Mångkamp
| Gren                | Guld                   | Guld         | Silver                 | Silver       | Brons                   | Brons        |
| Tiokamp Detaljer... | Pierce LePage · Kanada | 8 909 p 0VB0 | Damian Warner · Kanada | 8 804 p 0SB0 | Lindon Victor · Grenada | 8 756 p 0NR0 |

### Damer

#### Gång- och löpgrenar
| Gren                            | Guld | Guld         | Silver | Silver        | Brons                                                                                          | Brons        |
| 100 meter Detaljer...           | Sha'Carri Richardson · USA                                                                                         | 10,65 0MR0   | Shericka Jackson · Jamaica | 10,72         | Shelly-Ann Fraser-Pryce · Jamaica                                                              | 10,77 0SB0   |
| 200 meter Detaljer...           | Shericka Jackson · Jamaica                                                                                         | 21,41 0MR0   | Gabrielle Thomas · USA | 21,81         | Sha'Carri Richardson · USA                                                                     | 21,92 0PB0   |
| 400 meter Detaljer...           | Marileidy Paulino · Dominikanska republiken                                                                        | 48,76 0NR0   | Natalia Kaczmarek · Polen | 49,57         | Sada Williams · Barbados                                                                       | 49,60        |
| 800 meter Detaljer...           | Mary Moraa · Kenya                                                                                                 | 1.56,03 0PB0 | Keely Hodgkinson · Storbritannien | 1.56,34       | Athing Mu · USA                                                                                | 1.56,61 0SB0 |
| 1 500 meter Detaljer...         | Faith Kipyegon · Kenya                                                                                             | 3.54,87      | Diribe Welteji · Etiopien | 3.55,69       | Sifan Hassan · Nederländerna                                                                   | 3.56,00      |
| 5 000 meter Detaljer...         | Faith Kipyegon · Kenya                                                                                             | 14.53,88     | Sifan Hassan · Nederländerna | 14:54,11      | Beatrice Chebet · Kenya                                                                        | 14.54,33     |
| 10 000 meter Detaljer...        | Gudaf Tsegay · Etiopien                                                                                            | 31.27,18     | Letesenbet Gidey · Etiopien | 31.28,16 0SB0 | Ejgayehu Taye · Etiopien                                                                       | 31.28,31     |
| Maraton Detaljer...             | Amane Beriso Shankule · Etiopien                                                                                   | 2:24.23 0SB0 | Gotytom Gebreslase · Etiopien | 2:24.34 0SB0  | Fatima Ezzahra Gardadi · Marocko                                                               | 2:25.17      |
| 100 meter häck Detaljer...      | Danielle Williams · Jamaica                                                                                        | 12,43 0SB0   | Jasmine Camacho-Quinn · Puerto Rico | 12,44         | Kendra Harrison · USA                                                                          | 12,46        |
| 400 meter häck Detaljer...      | Femke Bol · Nederländerna                                                                                          | 51,70        | Shamier Little · USA | 52,80 0SB0    | Rushell Clayton · Jamaica                                                                      | 52,81 0PB0   |
| 3 000 meter hinder Detaljer...  | Winfred Yavi · Bahrain                                                                                             | 8.54,29 0VB0 | Beatrice Chepkoech · Kenya | 8.58,98 0SB0  | Faith Cherotich · Kenya                                                                        | 9.00,69 0PB0 |
| 20 kilometer gång Detaljer...   | María Pérez · Spanien                                                                                              | 1:26.51      | Jemima Montag · Australien | 1:27.16 0AR0  | Antonella Palmisano · Italien                                                                  | 1:27.26 0SB0 |
| 35 kilometer gång Detaljer...   | María Pérez · Spanien                                                                                              | 2:38.40 0MR0 | Kimberly García · Peru | 2:40.52       | Antigoni Drisbioti · Grekland                                                                  | 2:43.22 0SB0 |
| 4×100 meter stafett Detaljer... | USA · Tamari Davis · Twanisha Terry · Gabrielle Thomas · Sha'Carri Richardson · Tamara Clark* · Melissa Jefferson* | 41,03 0MR0   | Jamaica · Natasha Morrison · Shelly-Ann Fraser-Pryce · Shashalee Forbes · Shericka Jackson · Briana Williams* · Elaine Thompson-Herah* | 41,21 0SB0    | Storbritannien · Asha Philip · Imani Lansiquot · Bianca Williams · Daryll Neita · Annie Tagoe* | 41,98 0SB0   |
| 4×400 meter stafett Detaljer... | Nederländerna · Eveline Saalberg · Lieke Klaver · Cathelijn Peeters · Femke Bol · Lisanne de Witte*                | 3.20,72 0VB0 | Jamaica · Candice McLeod · Janieve Russell · Nickisha Pryce · Stacey-Ann Williams · Charokee Young* · Shiann Salmon*                   | 3.20,88 0SB0  | Storbritannien · Laviai Nielsen · Amber Anning · Ama Pipi · Nicole Yeargin · Yemi Mary John*   | 3.21,04 0SB0 |

* Deltog endast i försöksheatet men mottog ändå medalj.

#### Teknikgrenar
| Gren                      | Guld                                      | Guld         | Silver                          | Silver         | Brons                            | Brons        |
| Höjdhopp Detaljer...      | Jaroslava Mahutjich · Ukraina             | 2,01 m       | Eleanor Patterson · Australien  | 1,99 m         | Nicola Olyslagers · Australien   | 1,99 m       |
| Stavhopp Detaljer...      | Nina Kennedy · AustralienKatie Moon · USA | 4,90 m 0=VB0 | Ingen medaljör                  | Ingen medaljör | Wilma Murto · Finland            | 4,80 m 0=SB0 |
| Längdhopp Detaljer...     | Ivana Vuleta · Serbien                    | 7,14 m 0VB0  | Tara Davis-Woodhall · USA       | 6,91 m         | Alina Rotaru-Kottmann · Rumänien | 6,88 m       |
| Tresteg Detaljer...       | Yulimar Rojas · Venezuela                 | 15,08 m      | Maryna Bech-Romantjuk · Ukraina | 15,00 m 0SB0   | Leyanis Pérez · Kuba             | 14,96 m      |
| Kulstötning Detaljer...   | Chase Ealey · USA                         | 20,43 m 0SB0 | Sarah Mitton · Kanada           | 20,08 m 0SB0   | Gong Lijiao · Kina               | 19,69 m      |
| Diskus Detaljer...        | Laulauga Tausaga · USA                    | 69,49 m 0PB0 | Valarie Allman · USA            | 69,23 m        | Feng Bin · Kina                  | 68,20 m 0SB0 |
| Släggkastning Detaljer... | Camryn Rogers · Kanada                    | 77,22 m      | Janee' Kassanavoid · USA        | 76,36 m        | DeAnna Price · USA               | 75,41 m      |
| Spjutkastning Detaljer... | Haruka Kitaguchi · Japan                  | 66,73 m      | Flor Ruiz · Colombia            | 65,47 m 0AR0   | Mackenzie Little · Australien    | 63,38 m      |

#### Mångkamp
| Gren                | Guld                                       | Guld         | Silver          | Silver  | Brons                        | Brons        |
| Sjukamp Detaljer... | Katarina Johnson-Thompson · Storbritannien | 6 740 p 0SB0 | Anna Hall · USA | 6 720 p | Anouk Vetter · Nederländerna | 6 501 p 0SB0 |

### Mixat
| Gren                            | Guld | Guld         | Silver | Silver       | Brons                                                                     | Brons        |
| 4×400 meter stafett Detaljer... | USA · Justin Robinson · Rosey Effiong · Matthew Boling (under finalen) · Alexis Holmes · Under kvalloppet: · Ryan Willie* | 3.08,80 0VR0 | Storbritannien · Lewis Davey (under finalen) · Laviai Nielsen · Rio Mitcham · Yemi Mary John · Under kvalloppet: · Joseph Brier* | 3.11,06 0NR0 | Tjeckien · Matěj Krsek · Tereza Petržilková · Patrik Šorm · Lada Vondrová | 3.11,98 0NR0 |

* Deltog endast i försöksheatet men mottog ändå medalj.

## Medaljtabell
*   Värdland ( Ungern)
| Nr                   | Nation                  | Guld | Silver | Brons | Totalt |
| -------------------- | ----------------------- | ---- | ------ | ----- | ------ |
| 1                    | USA                     | 12   | 8      | 9     | 29     |
| 2                    | Kanada                  | 4    | 2      | 0     | 6      |
| 3                    | Spanien                 | 4    | 1      | 0     | 5      |
| 4                    | Jamaica                 | 3    | 5      | 4     | 12     |
| 5                    | Kenya                   | 3    | 3      | 4     | 10     |
| 6                    | Etiopien                | 2    | 4      | 3     | 9      |
| 7                    | Storbritannien          | 2    | 3      | 5     | 10     |
| 8                    | Nederländerna           | 2    | 1      | 2     | 5      |
| 9                    | Norge                   | 2    | 1      | 1     | 4      |
| 10                   | Sverige                 | 2    | 1      | 0     | 3      |
| 11                   | Uganda                  | 2    | 0      | 0     | 2      |
| 12                   | Australien              | 1    | 2      | 3     | 6      |
| 13                   | Italien                 | 1    | 2      | 1     | 4      |
| 14                   | Ukraina                 | 1    | 1      | 0     | 2      |
| 15                   | Japan                   | 1    | 0      | 1     | 2      |
| 15                   | Marocko                 | 1    | 0      | 1     | 2      |
| 15                   | Grekland                | 1    | 0      | 1     | 2      |
| 18                   | Indien                  | 1    | 0      | 0     | 1      |
| 18                   | Serbien                 | 1    | 0      | 0     | 1      |
| 18                   | Burkina Faso            | 1    | 0      | 0     | 1      |
| 18                   | Bahrain                 | 1    | 0      | 0     | 1      |
| 18                   | Venezuela               | 1    | 0      | 0     | 1      |
| 18                   | Dominikanska republiken | 1    | 0      | 0     | 1      |
| 24                   | Polen                   | 0    | 2      | 0     | 2      |
| 25                   | Kuba                    | 0    | 1      | 2     | 3      |
| 26                   | Botswana                | 0    | 1      | 1     | 2      |
| 27                   | Pakistan                | 0    | 1      | 0     | 1      |
| 27                   | Israel                  | 0    | 1      | 0     | 1      |
| 27                   | Peru                    | 0    | 1      | 0     | 1      |
| 27                   | Ecuador                 | 0    | 1      | 0     | 1      |
| 27                   | Slovenien               | 0    | 1      | 0     | 1      |
| 27                   | Frankrike               | 0    | 1      | 0     | 1      |
| 27                   | Brittiska Jungfruöarna  | 0    | 1      | 0     | 1      |
| 27                   | Colombia                | 0    | 1      | 0     | 1      |
| 27                   | Filippinerna            | 0    | 1      | 0     | 1      |
| 27                   | Puerto Rico             | 0    | 1      | 0     | 1      |
| 37                   | Tjeckien                | 0    | 0      | 2     | 2      |
| 37                   | Kina                    | 0    | 0      | 2     | 2      |
| 39                   | Litauen                 | 0    | 0      | 1     | 1      |
| 39                   | Finland                 | 0    | 0      | 1     | 1      |
| 39                   | Barbados                | 0    | 0      | 1     | 1      |
| 39                   | Brasilien               | 0    | 0      | 1     | 1      |
| 39                   | Rumänien                | 0    | 0      | 1     | 1      |
| 39                   | Ungern*                 | 0    | 0      | 1     | 1      |
| 39                   | Grenada                 | 0    | 0      | 1     | 1      |
| 39                   | Qatar                   | 0    | 0      | 1     | 1      |
| Totalt (46 nationer) | Totalt (46 nationer)    | 50   | 48     | 50    | 148    |

## Deltagande nationer
- Afghanistan (1)
- Albanien (2)
- Algeriet (10)
- Amerikanska Jungfruöarna (1)
- Amerikanska Samoa (1)
- Andorra (1)
- Angola (1)
- Anguilla (1)
- Antigua och Barbuda (1)
- Argentina (10)
- Armenien (1)
- Aruba (1)
- Australien (66)
- Azerbajdzjan (2)
- Bahamas (11)
- Bahrain (6)
- Bangladesh (1)
- Barbados (3)
- Belgien (31)
- Belize (1)
- Benin (1)
- Bermuda (1)
- Bolivia (1)
- Bosnien och Hercegovina (3)
- Botswana (14)
- Brasilien (56)
- Brittiska Jungfruöarna (3)
- Bulgarien (3)
- Burkina Faso (2)
- Burundi (6)
- Caymanöarna (1)
- Centralafrikanska republiken (1)
- Chile (9)
- Colombia (16)
- Cooköarna (1)
- Costa Rica (1)
- Cypern (6)
- Danmark (11)
- Djibouti (3)
- Dominica (1)
- Dominikanska republiken (7)
- Ecuador (17)
- Egypten (6)
- Elfenbenskusten (6)
- Ekvatorialguinea (1)
- El Salvador (1)
- Eritrea (7)
- Estland (7)
- Etiopien (42)
- Fiji (1)
- Filippinerna (3)
- Finland (40)
- Flyktinglaget (6)
- Frankrike (79)
- Franska Polynesien (1)
- Förenade arabemiraten (1)
- Gabon (1)
- Gambia (2)
- Georgien (1)
- Ghana (7)
- Gibraltar (1)
- Grekland (22)
- Grenada (4)
- Guam (1)
- Guatemala (4)
- Guinea-Bissau (1)
- Guyana (2)
- Haiti (1)
- Honduras (1)
- Hongkong (1)
- Indien (28)
- Indonesien (1)
- Irak (1)
- Iran (2)
- Irland (24)
- Island (3)
- Israel (6)
- Italien (82)
- Jamaica (68)
- Japan (76)
- Jordanien (1)
- Kamerun (3)
- Kanada (55)
- Kap Verde (1)
- Kazakstan (8)
- Kenya (52)
- Kina (41)
- Kinesiska Taipei (4)
- Kirgizistan (2)
- Kiribati (1)
- Komorerna (1)
- Kongo-Brazzaville (1)
- Kongo-Kinshasa (1)
- Kosovo (1)
- Kroatien (9)
- Kuba (21)
- Kuwait (3)
- Laos (1)
- Lettland (9)
- Lesotho (2)
- Libanon (1)
- Liberia (3)
- Libyen (1)
- Litauen (16)
- Luxemburg (4)
- Macao (1)
- Madagaskar (1)
- Malawi (1)
- Malaysia (1)
- Maldiverna (1)
- Mali (1)
- Malta (1)
- Marocko (18)
- Marshallöarna (1)
- Mauretanien (1)
- Mauritius (1)
- Mexiko (25)
- Mikronesiska federationen (1)
- Moldavien (4)
- Moçambique (1)
- Monaco (1)
- Mongoliet (4)
- Montenegro (1)
- Myanmar (1)
- Namibia (3)
- Nauru (1)
- Nederländerna (41)
- Nepal (1)
- Nicaragua (1)
- Niger (1)
- Nigeria (27)
- Nordmakedonien (1)
- Nordmarianerna (1)
- Norge (27)
- Nya Zeeland (19)
- Oman (1)
- Pakistan (1)
- Palau (1)
- Palestina (1)
- Panama (2)
- Papua Nya Guinea (1)
- Paraguay (2)
- Peru (12)
- Polen (67)
- Portugal (29)
- Puerto Rico (10)
- Qatar (3)
- Rumänien (16)
- Rwanda (3)
- Saint Kitts och Nevis (1)
- Saint Lucia (1)
- Saint Vincent och Grenadinerna (1)
- Salomonöarna (1)
- Samoa (1)
- San Marino (1)
- São Tomé och Príncipe (1)
- Saudiarabien (2)
- Schweiz (39)
- Senegal (2)
- Serbien (9)
- Seychellerna (1)
- Sierra Leone (1)
- Singapore (2)
- Slovakien (9)
- Slovenien (13)
- Somalia (1)
- Spanien (63)
- Sri Lanka (7)
- Storbritannien (55)
- Surinam (1)
- Sverige (32)
- Swaziland (1)
- Sydafrika (36)
- Sydkorea (4)
- Sydsudan (1)
- Tadzjikistan (1)
- Tanzania (1)
- Tchad (1)
- Thailand (1)
- Tjeckien (23)
- Togo (1)
- Tonga (1)
- Trinidad och Tobago (16)
- Tunisien (4)
- Turkiet (17)
- Turkmenistan (1)
- Turks- och Caicosöarna (1)
- Tuvalu (1)
- Tyskland (78)
- Uganda (21)
- Ukraina (30)
- Ungern (63)
- Uruguay (6)
- USA (138)
- Uzbekistan (5)
- Vanuatu (1)
- Venezuela (5)
- Vietnam (1)
- Zambia (2)
- Zimbabwe (4)
- Österrike (8)
- Östtimor (1)